# 劉玉 (明朝將領)
劉玉（？—1471年），字仲璽，河南承宣布政使司彰德府磁州人。明朝軍事將領。
其早年給侍曹吉祥，后從征麓川，授副千戶，積功至都指揮僉事。天順年間，以「奪門之變」功進都督僉事，尋充右參將，守備潯州。當時慶遠等地民變，劉玉偕左參將范信邀擊獲勝。之後分兵守衛貴州。隨後跟從方瑛討東苗、西苗等地，改右副總兵，鎮守貴州。曹石之變后，當論戰，其亦道遠不與謀，免死，謫海南副千戶。天順六年，英宗以谷登為甘肅副總兵。李賢言登不任，玉老成。於是再啟用其為都督僉事、右副總兵，鎮守涼州。后進都督同知。成化四年，參與平定滿俊叛亂，進左都督，掌右軍都督府事。成化六年，擔任左副總兵，從朱永出延綏，后在河套地區作戰。一年后去世，贈固原伯，謚毅敏。